# 王珂 (唐朝)
王珂（9世纪—900年代），唐朝末年军阀，从895年继承叔父王重盈起，作为护国军节度使统领护国军，至900年被迫投降宣武军节度使朱全忠为止。

## 家世
王珂生年不详。生父王重简曾任华州防御使、检校兵部尚书，为后来成为权势军阀的护国军节度使王重荣之兄。王重荣无子，养王珂为嗣子（王珂的堂兄王珙、王瑶后来指称王珂非王家血脉，本是仆人，但即使同时代人也并不认为此说可靠）。光启三年（887年），王重荣被牙将常行儒杀死，唐僖宗任王重荣的另一兄陕虢节度使王重盈即王珙、王瑶的父亲为新任护国军节度使，以王珙权知陕虢留后（后为全权节度使），而以王珂为护国军行军司马。
乾宁二年（895年）正月，王重盈薨，护国军士卒拥戴王珂自称留后。但二月，保义军（即改名后的陕虢军）节度使王珙和绛州刺史王瑶反对，起兵讨王珂，上表章并写信给朱全忠称王珂其实并非王家子孙，而是仆人，小字虫儿（或作忠儿）。唐昭宗派中使慰劳。因王珙、王瑶所请，唐昭宗起初任宰相中书侍郎同平章事崔胤充护国军节度使。河东进奏官薛志勤扬言：“崔相虽重德，如作镇河中代王珂，不如光德刘公（刘崇望）。”三月，女儿已与王珂订婚的河东节度使李克用上表昭宗，称王重荣有功于国，支持王珂承袭。王珂也上表称亡父有兴复之功。李克用派养侄李嗣昭率兵援王珂，败王珙军于猗氏。昭宗同意任王珂为节度使。王珙盟友凤翔军节度使李茂贞、静难军节度使王行瑜、镇国军节度使韩建上表反对，请以王珙为护国军节度使，王珂为保义军节度使。昭宗下诏告谕，以已答应李克用所奏为由拒绝。
昭宗拒绝李茂贞、王行瑜和韩建的表章引起了他们的暴力回应，五月，他们进军京城长安，杀宰相李磎、韦昭度，又迫昭宗下新诏，王珙调任护国军，王行瑜弟匡国军节度使王行约调任保义军，王珂调任匡国军。此时王行约正在攻打护国军，王珂求助于李克用。六月，李克用责李、王、韩杀害宰相，率军南下。王瑶试图阻其道路，李克用攻陷绛州，杀王瑶，七月，到护国军，得王珂迎谒，随后进军静难军。昭宗遣使赐诏，令李克用与王珂同讨邠州、凤州，又遣内侍郗廷昱赍诏诣李克用军，令与王珂各发万骑同赴新平。李克用奉诏屯渭北，令王珂将河中粟备送给行在。八月，因李克用三度上表，昭宗正授王珂旄钺，任为兼河中尹、御史大夫，充护国军节度、河中晋绛慈隰观察等使，充供军粮料使，加检校司空。十一月，王行瑜已兵败并在逃亡时为部下所杀，李茂贞、韩建被迫求和。李克用屯云阳，请求与王珂合力讨李茂贞，昭宗不许。十二月，李克用回师，王珂在夏阳渡为其造浮桥。

## 任节度使
乾宁三年（896年）十月，昭宗加王珂宰相荣衔同中书门下平章事。
四年（897年）三月，王珙攻王珂，王珂求助于李克用，八月，王珙求助于李克用的大敌宣武军节度使朱全忠。宣武军在张存敬、杨师厚率领下起初大败护国军于猗氏南，但九月，河东援军二千骑（一作三千骑）在李嗣昭率领下随后击败保义军于猗氏，解护国军之围。
光化元年（898年）正月，王珂前去太原迎娶李克用女。他离开护国军期间，李嗣昭权典河中留后事。四月，昭宗加王珂宰相衔兼侍中。十月，保义、宣武军又攻护国军，王珂求助于河东，李嗣昭受命率军三千相救，败保义、宣武军，攻王珙于陕州。因王珂有李嗣昭帮助，王珙屡败，部下也离心。
三年（900年）十一月，昭宗短暂被以左军中尉刘季述为首的一伙权势宦官废黜。王珂闻讯，愤怒见于言表，屡次陈说讨贼的谋划，但尚未起兵，昭宗已因一起反政变而复位。昭宗复位后，王珂在众节度使之中首先进献方物，因而得帝宠。

## 败亡
同时，王珂和朱全忠之间的交恶还在继续发展，尤其是在朱全忠大举进攻淮南节度使杨行密但被其击退后，说服镇海军和镇东军节度使钱鏐、镇南军节度使钟传、武昌军节度使杜洪、平卢军节度使王师范指称被杨行密攻打，请求昭宗以朱全忠为都统讨伐杨行密之后。王珂与李克用、成德军节度使王镕、义武军节度使王郜则指称被朱全忠攻打，请求以杨行密为都统讨伐朱全忠。昭宗拒绝双方所请。约光化末年、天复元年（901年），李克用屡败导致势衰，朱全忠正要西征，惧王珂为患，开始重新考虑再起一战夺王珂之地，作为最终击败李克用的一部分。正月，他对诸将张存敬、侯言说：“王珂驽钝，仗着河东为后台，骄恣放纵。我现在要断长蛇之腰，诸君为我用一根绳子绑缚他。”
朱全忠发起进攻，本人进军护国军军部河中府，派张存敬等率兵数万渡河出含山路鼓行而进攻晋州、绛州，切断李克用可能派来的救兵的道路。晋、绛被突袭攻下，王珂部下的两州刺史张汉瑜、陶建钊无防备，当即开门投降，朱全忠因而切断了河中府和河东军之间的联络。昭宗闻信，试图下诏和解，朱全忠不从。二月，张存敬从晋州出兵围河中并攻城。李克用收到王珂及其妻邠国夫人李氏使者屡次求救，李氏说“贼势攻逼，早晚为俘囚，乞食于大梁，大人安忍不救？”但李克用得知晋绛道路已被切断，没有派出援军，而建议王珂弃护国军逃奔长安。王珂无计可施，图谋奔长安，又写信求助于李茂贞，称朱全忠不顾国家约束攻打自己，其心可见，河中若失守，同、华、邠、岐乃至朝廷神器也不能保，建议李茂贞与韩建早出精锐固守潼关响应自己，愿意镇守李茂贞西境，将护国军给李茂贞，关西安危和国祚长短都系于李茂贞此举。李茂贞不答。
王珂不能承受朱全忠的攻打，试图渡黄河逃奔长安，但正好冰块塞河，河上的浮桥坏了。王珂全族停船多日不能行，士气低落，王珂夜间亲自慰谕守城者，对方默然不应。牙将刘训夜半到王珂卧室门，王珂叱之：“兵欲反耶？”刘训解衣袒臂说：“公若怀疑，训请断臂。”王珂问：“事势如何，计将安出？”刘训说趁夜乘船出奔则人们必争抢船只，若有一人凶暴则其祸莫测，不如等第二天天亮告谕三军，必有半数愿意跟从，然后可以登船去长安；不然就召诸将校，作投降送款状，缓住贼军，徐图向背，这是上策。王珂认可，登城对张存敬说自己与朱全忠有旧，等朱全忠来了就听命，请张存敬退兵一舍，张存敬即日退兵一舍。蒲州人以素幡请降。三月，朱全忠到，哭于王重荣之墓，悲不自胜，陈辞致祭，蒲州人闻之感悦。朱全忠为了安抚护国军百姓，提出不可忘舅父之恩，拒绝王珂提出的作为败者以赤裸上身自缚牵羊的亡国仪式出城投降，否则九泉之下无颜见舅父；在朱全忠命令下，王珂着正装出城相迎，被朱全忠呼为“郎君”。这是因为之前朱全忠背叛农民军黄巢投唐时，由王重荣受降，朱全忠因母亲也姓王，曾尊王重荣为舅父。朱全忠在路上迎接王珂，握手哀哭，并辔入城。河中遂为朱全忠所有，李克用朝贡及救援京师之路断绝。
王珂投降后半月，朱全忠任张存敬为护国军留后，将王珂及其兄王璘、堂弟王瓒等一族迁至宣武军军部汴州。但因王珂娶李克用女，朱全忠继续怀疑他。后来派王珂入朝，当王珂行经镇国军军部华州时，派人杀之于传舍。
二年（905年）三月，李袭吉在《答李克用咨问》中举了王珂被迫投降朱全忠的例子，劝谏李克用崇德爱人，去奢省役。

## 评价
- 《旧五代史》：王珂奕世山河，势危被掳，乃魏豹之徒与！[4]